# Slepen en neerzetten
Slepen en neerzetten (Engels: drag and drop) is een bewerking die gebruikt wordt in computerprogramma's. Vaak wordt ook de term verslepen of schertsenderwijs sleur en pleur gebruikt. De bewerking houdt in dat er met de muis een onderdeel op het scherm wordt vastgepakt (klikken en de muisknop ingedrukt houden) en naar een andere plaats wordt gesleept door met de muis te bewegen. Tijdens het slepen blijft het opgepakte onderdeel zichtbaar. Op het moment dat de muisknop wordt losgelaten, wordt het opgepakte onderdeel op de plek neergezet waar het dan zichtbaar is. 

Voorwaarde is, dat de plaats van aankomst deel uitmaakt van een voor neerzetten toegestaan gebied. Wordt de muisknop losgelaten als dat niet zo is, dan springt het gesleepte object terug naar zijn beginpositie en gebeurt er verder niets.

Enkele voorbeelden van Slepen en neerzetten op een webpagina:
- Sleep het Wikipedia-logo (wereldbolletje links boven) naar een willekeurige lege plek op deze pagina, en laat de muisknop los. Het wereldbolletje (in de browsers Firefox en Internet Explorer) of de link-tekst (in de browsers Chrome en Opera) krijgt bij het slepen een 'verboden toegang' icoontje ⊘ als muis-aanwijzer, en bij loslaten gebeurt er niets.
- Sleep de link 'Willekeurige pagina' uit het menu hiernaast naar de adresbalk van de browser. Het 'verboden toegang' icoontje verandert in een andere muisaanwijzer, en bij loslaten wordt een willekeurige pagina van Wikipedia getoond in plaats van de huidige pagina.